# Erhard Kiehnbaum

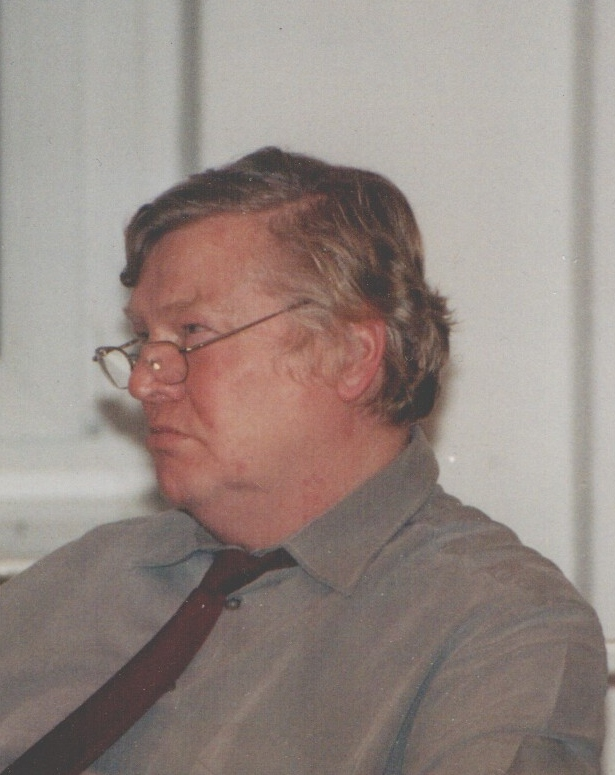
Erhard Kiehnbaum (2000)

Erhard Kiehnbaum (geboren am 6. Januar 1947 in Libnitz auf Rügen, heute Ortsteil von Trent) ist ein deutscher Berufsschullehrer, Diplom-Philosoph, Editor und marxistischer Historiker.

## Lebenslauf
Erhard Kiehnbaum ist der Sohn eines Neubauern. Er besuchte von 1953 bis 1961 die Polytechnische Oberschule (POS) in Trent und von 1961 bis 1965 die Ernst-Moritz-Arndt-Oberschule (EOS) in Bergen/Rügen. Nach Abitur und Lehre als Elektromonteur studierte er ab dem 28. August 1965 an der Offiziersschule „Ernst Thälmann“ der Nationalen Volksarmee in Zittau (Landkreis Görlitz). Am 14. Oktober 1968 schloss er dort als Ingenieur für Funktechnik und mit der Ernennung zum ersten Offiziersdienstgrad, damals Unterleutnant, ab. Mit dem Tag der Ernennung wurde Kiehnbaum aus „außergewöhnlichen persönlichen Gründen“ in die Reserve versetzt. Am 30. November 1968 erfolgte seine Entlassung aus dem aktiven Wehrdienst. Von Dezember 1968 bis Juli 2010 war er Lehrer an der Betriebsberufsschule „Max Reichpietsch“ des VEB Nachrichtenelektronik Greifswald, später „Berufliche Schule Technik der Hansestadt Greifswald“. 1972 schloss er ein pädagogisches Zusatzstudiums an der Greifswalder Ernst-Moritz-Arndt-Universität ab. Von 1975 bis 1980 studierte er danach Philosophie mit Abschluss als Diplom-Philosoph. Für seine Abschlussarbeit „Peter Imandt. Greifswalder Student und Kampfgefährte von Karl Marx und Friedrich Engels“ erhielt er den Ernst-Moritz-Arndt-Preis. Zu seinen wichtigsten Lehrern gehörte der Professor für Logik, Erkenntnistheorie, Methodologie und Semiotik, Erhard Albrecht, der ein Schüler Hermann Dunckers war.
Schwerpunkt seiner Forschungen waren und sind biografische Forschungen über Freunde und Kampfgefährten von Marx und Engels und zu Personen, über die keine zuverlässigen Daten vorlagen (Peter Imandt, Samuel Moore, Militärs während der Revolution 1848/49), sowie die Entzifferungen und Publikation der Briefe von Mathilde Franziska und Fritz Anneke an Friedrich Hammacher.
Hilfreich und anregend sind bzw. waren für ihn die Kontakte mit Gerd Callesen (Wien), Heinrich Gemkow, Rolf Hecker, Walter Schmidt, Martin und Irina Hundt, Horst Heidermann, Michael Knieriem, Richard Sperl, Manfred Schöncke, Waltraud Seidel-Höppner und Roy Whitfield (Manchester).
Erhard Kiehnbaum lebt in Greifswald.

### Familie
Am 23. August 1968 heiratete er Rita, geb. Beckmann. Aus der Ehe gingen zwei Töchter hervor.

## Werke
- Peter Imandt. Greifswalder Student und Kampfgefährte von Karl Marx und Friedrich Engels. (= Beiträge zur Universitätsgeschichte / Ernst-Moritz-Arndt-Universität Greifswald. Heft 3). Rektor der Ernst-Moritz-Arndt-Universität, Greifswald 1987.
- Peter Imandt. Freund und Kampfgefährte von Karl Marx und Friedrich Engels. Ein vergessener Saarländer. Eine Biographie. Mit einem Vorwort von Oskar Lafontaine. Karl Dietz Verlag, Berlin 2002.
- Von Koblenz in die Welt. Max Joseph Becker (1827–1896). Jenny Marx Gesellschaft, Mainz 2010. (de.readkong.com, Digitalisat)

### Beiträge in Sammelwerken
- Samuel Moore. In: Beiträge zur Geschichte der Arbeiterbewegung. 17. Jg., Dietz Verlag, Heft 6, Berlin 1975, S. 1074–1081. ISSN 0005-8068
- Peter Imandt – Freund und Kampfgefährte von Marx und Engels. In: Marx-Engels-Jahrbuch 3. Dietz Verlag, Berlin 1980, S. 142–163. (marxforschung.de, Digitalisat)
- War Engels mit einem Offizier[4] im preußisch-deutschen Generalstab befreundet? In: Beiträge zur Marx-Engels-Forschung. Heft 10, Berlin 1981, S. 99–107. (marxforschung.de, Digitalisat)
- Anmerkungen zu Briefen von L. Gumpert an Engels. In: Beiträge zur Marx-Engels-Forschung. Heft 10, Berlin 1981, S. 109–114. (marxforschung.de, Digitalisat)
- Weitere Anmerkungen zu Briefen von Louisa Gumpert an Engels. In: Beiträge zur Marx-Engels-Forschung. Heft 13, Berlin 1982, S. 73–78. (marxforschung.de, Digitalisat)
- War Wilhelm von der Nahmer der erste Bewerber für die englische Übersetzung des „Kapitals“? In: Beiträge zur Marx-Engels-Forschung. Heft 17, Berlin 1984, S. 123–132. (marxforschung.de, Digitalisat)
- Ein bislang unbekannter Brief von Karl Marx.[5] In: Marx-Engels-Jahrbuch 10. Dietz Verlag, Berlin 1985, S. 305–314. (marxforschung.de, Digitalisat)
- Über die Wirkung der Schriften von Marx und Engels zur Auswertung der Revolution von 1848/49 in der Genfer Gemeinde des Sonderbundes. In: Beiträge zur Marx-Engels-Forschung. Heft 20, Berlin 1986, S. 62–66. (marxforschung.de, Digitalisat)
- Karl Marx 1841/1842. Präzisierung einiger Daten. In: Marx-Engels-Jahrbuch 11. Dietz Verlag, Berlin 1987, S. 309–323. (marxforschung.de, Digitalisat)
- Zwei unbekannte Dokumente von Friedrich Engels und Eleanor Marx-Aveling aus dem Jahre 1886. In: Marx-Engels-Jahrbuch 12. Dietz Verlag, Berlin 1988, S. 273–282.  (marxforschung.de, Digitalisat)
- Anmerkungen zum geistigen Umfeld des jungen Roland Daniels. In: Marx-Engels-Forschungsberichte. Heft 6. Leipzig 1990, S. 165–180. (marxforschung.de, Digitalisat)
- Über die Zunft hinaus! Ludwig Stechan – ein Tischlermeister aus Hannover. Sonderdruck aus: Hannoversche Geschichtsblätter. Neue Folge. Bd. 46, Hannover 1992.
- Besuch in Barden Tower. Wo lernte Marx den englischen Geologen Dakyns kennen? In: Wochenpost. Nr. 4/1983.
- Ein unbekannter Brief von Eleanor Marx-Aveling. In: MEGA-Studien 1994/2. Dietz Verlag, Berlin 1994, ISBN 3-320-01882-5, S. 76–80.
- Fifty-fifty oder „brüderlich“? Wie weiter mit der MEGA? In: Marxistische Blätter. Heft 6/1995, Essen 1995, S. 70–74.
- Ein Zeuge im Kölner Kommunistenprozess. In: Beiträge zur Geschichte der Arbeiterbewegung. 38. Jg., März 1996. 3K-Verlag Köschling, Berlin 1996, S. 102–105. ISSN 0005-8068
- Einem Polizeibericht auf der Spur. Prominente Revolutionäre im Mai 1849 in Elberfeld. In: Michael Knieriem (Hrsg.): Michels Erwachen – Emanzipation durch Aufstand? Mit Textbeiträgen von Georg Beck u. a. Neustadt a. d. Aisch 1998, S. 135–138.
- Neukantianismus und Revisionismus. Zum 170. Geburtstag von Friedrich Albert Lange. In: Marxistische Blätter. 36. Jg. 1998, Heft 5, S. 72–75.
- Emilie Emma von Hallberg (1824–1862). Der Freiheit „will ich mich mit ganzer Seele weih’n“. In: Irina Hundt (Hrsg.): Vom Salon zur Barrikade. Frauen der Heinezeit. Verlag J. B. Metzler, Stuttgart/Weimar 2002, S. 425–445.
- „Bleib gesund, mein liebster Sohn Fritz …“ Mathilde Franziska Annekes Briefe an Friedrich Hammacher 1846–1849. In: Beiträge zur Marx-Engels-Forschung Neue Folge. 2003, Argument, Hamburg 2003, ISBN 3-88619-692-5, S. 159–170.
- Hermann Korff. Gerant der „Neuen Rheinischen Zeitung“. Bruch-Stücke seines Lebens. In: Beiträge zur Marx-Engels-Forschung. Neue Folge. 2005, Argument, Hamburg 2006, ISBN 3-88619-665-8, S. 223–248.
- Der letzte Zensor der Rheinischen Zeitung Wilhelm von Saint Paul. In: Beiträge zur Marx-Engels-Forschung Neue Folge. 2008, Argument, Hamburg 2008, ISBN 978-3-88619-668-5, S. 227–255.
- An der Seite des Volke: Preußische Offiziere in der Revolution von 1848/49. In: Biographische Forschungen zu Akteuren der Revolution 1848/49. Kolloquium anlässlich des 160. Jahrestags der Revolution von 1848/49. Vorträge Teil 2. (= Pankower Vorträge. Heft 123). Helle Panke, Berlin 2008.
- Max Joseph Becker (1828–1896). Kämpfer der Pfälzer Volkswehr und Bauingenieur in den USA. In: Jahrbuch für westdeutsche Landesgeschichte. 2010. 36(2010), S. 237–267.
  - Max Joseph Becker (1828–1896). Kämpfer der Pfälzer Volkswehr und Bauingenieur in den USA. In: Helmut Bleiber (Hrsg.): Akteure eines Umbruchs. Fides, Berlin 2010, ISBN 978-3-931363-15-4, S. 103–135. (ekiehnbaum.de, Digitalisat)
- Karl Marx’ Artikel „Electoral Corruption in England“ (1859). Eine Handreichung zum Personenregister von MEW 13. In: Beiträge zur Marx-Engels-Forschung. Neue Folge. 2013. Argument, Hamburg 2013, ISBN 978-3-86754-681-2, S. 215–236.
- Biografisches Verzeichnis von aus politischen Gründen gemaßregelten preußischen Offizieren im Umfeld der Revolution von 1848/49. In: Akteure eines Umbruchs. Band 4, Fides, Berlin 2013, S. 601–664.
- Ein Tag im Leben der Jenny von Westphalen. In: Landeskundliche Vierteljahresblätter. Trier, 59. Jg., Heft 3/4, 2013, S. 75–84.
- Der unbekannte Freund oder: Wer war Kleinerz alias Reinartz? Versuch einer biografischen Skizze. In: Lars Lambrecht (Hrsg.): Umstürzende Gedanken – Radikale Theorie im Vorfeld der 1848er Revolution. Peter Lang, Frankfurt am Main 2013, S. 191–210.
- Anmerkungen zur Unterstützung der Londoner politischen Flüchtlinge im Jahre 1849 durch norddeutsche Demokraten. In: Beiträge zur Marx-Engels-Forschung. Neue Folge. 2014. Argument, Hamburg 2014, S. ISBN 978-3-88619-758-3.
- Ein Pionier der Arbeiterbewegung. Ludwig Stechan (1816–1875). In: Akteure eines Umbruchs. Männer und Frauen der Revolution von 1848/49.; Band 5. Fides, Berlin 2016, ISBN 978-3-931363-19-2, S. 517–570.
- Wilhelm Friedrich von der Nahmer (1822–1882), Ein junger Rebell. In: Rudolf Zewell (Hrsg.): Akteure eines Umbruchs. Männer und Frauen der Revolution von 1848/49. Band 6, FIDES Verlags- und Veranstaltungsgesellschaft, Berlin 2020, ISBN 978-3-931363-20-8.
- Jenny von Westphalen 1841 in Neuss: Zu Gast bei der Familie des Kommandeurs des Landwehr-Bataillons Major Friedrich von Homeyer – Ein Nachtrag. In: Neusser Jahrbuch. Neuss 2020. (library.fes.de, Digitalisat)
- Adolph von der Nahmer. Der erste Bewerber für die Übersetzung des „Kapitals“ ins Englische. In: Nassauische Annalen. Jahrbuch des Vereins für Nassauische Altertumskunde und Geschichtsforschung. Band 133, Wiesbaden, 2022, S. 231–239. ISSN 0077-2887
  - Adolph von der Nahmer. Erster Bewerber für die Übersetzung des ‚Kapitals‘ ins Englische. In: Beiträge zur Marx-Engels-Forschung. Neue Folge. 2020/21. Argument, Hamburg 2022, ISBN 978-3-86754-687-4, S. 199–206.

### Herausgeber
- „Wäre ich auch zufallig ein Millionär geworden, meine Gesinnungen und Überzeugungen würden dadurch nicht gelitten haben …“. Friedrich Annekes Briefe an Friedrich Hammacher 1846–1859. Hrsg.: Friedrich-Engels-Haus [Wuppertal] (= Nachrichten aus dem Engels-Haus. Band 11). Verlagsdruckerei Schmidt, Wuppertal 1998, ISBN 3-87707-518-5.
- „Bleib gesund, mein liebster Sohn Fritz …“. Mathilde Franziska Annekes Briefe an Friedrich Hammacher, 1846–1849. Argument, Hamburg 2004, ISBN 3-88619-652-6 (=Berliner Verein zur Förderung der MEGA – Edition e. V. Wissenschaftliche Mitteilungen. Heft 4))
- Ich gestehe, die Herrschaft der fluchwürdigen ‚Demokratie‘ dieses Landes macht mich betrübt …: Mathilde Franziska Annekes Briefe an Franziska und Friedrich Hammacher 1860–1884. Zum 200. Geburtstag. Argument, Hamburg 2010, ISBN 978-3-86754-684-3. (=Berliner Verein zur Förderung der MEGA – Edition e. V. Wissenschaftliche Mitteilungen. Heft 8)

### Marx-Engels-Werke
- Marx-Engels-Werke, Band 8. Karl Marx/Friedrich Engels: Schriften August 1851 – März 1853. 9., überarbeitete Auflage. Kommentierung der 9., überarb. Aufl. Rolf Hecker unter Mitwirkung von Martin Hundt, Erhard Kiehnbaum, François Melis und Manfred Schöncke. Karl Dietz Verlag, Berlin  2009, ISBN 978-3-320-02193-1.
- Marx-Engels-Werke, Band 40. Karl Marx. Schriften bis 1844. 3., überarb. und erw. Aufl. Bearbeitet von Rolf Hecker unter Mitwirkung von  unter Mitwirkung von Martin Hundt, Erhard Kiehnbaum, François Melis und Manfred Schöncke. Karl Dietz Verlag, Berlin 2012, ISBN 978-3-320-02273-0.
- Marx-Engels-Werke, Band 13. Karl Marx: 1859-Februar 1860. Bearbeiter: Rolf Hecker, Erhard Kienbaum und Manfred Schönke. 12., überarb. Aufl. Karl Dietz Verlag, Berlin 2015, ISBN 978-3-320-02306-5.